# IC 3454
IC 3454 је спирална галаксија у сазвјежђу Береникина коса која се налази на листи објеката дубоког неба у Индекс каталогу.
Деклинација објекта је + 27° 29' 47" а ректасцензија 12h 31m 38,7s. Привидна величина (магнитуда) објекта IC 3454 износи 14,9 а фотографска магнитуда 15,7. IC 3454 је још познат и под ознакама UGC 7670, MCG 5-30-13, CGCG 159-10, KUG 1229+277, PGC 41468.